# Bassas da India
Bassas da India – niewielki atol o powierzchni 0,2 km², położony w południowej części Kanału Mozambickiego, w połowie drogi między wybrzeżem Mozambiku a Madagaskarem. Panuje na nim klimat zwrotnikowy, znajduje się on na trasie okresowych cyklonów. Atol jest niezamieszkany.
Bassas da India znajduje się w posiadaniu francuskim od 1897 i wraz z pobliską wyspą Europa stanowi część Wysp Rozproszonych Oceanu Indyjskiego (fr. Îles éparses de l'océan Indien), rejon należący do Francuskich Terytoriów Południowych i Antarktycznych. Obie wyspy stanowią terytorium sporne z Madagaskarem.

## Położenie
Bassas da India jest afrykańskim atolem koralowym w trakcie formowania się znajdującym się w części zachodniej Oceanu Indyjskiego, w Kanale Mozambijskim. Znajduje się 376 kilometrów od Morombe na Madagaskarze, 114 kilometrów od wyspy Europa i 435 kilometrów na wschód od Mozambiku.

## Opis
Atol tworzą rafy koralowe, otaczające wierzchołek wygasłego podwodnego wulkanu. Stanowi on zagrożenie dla żeglugi morskiej, gdyż podczas wysokiego przypływu niemal cały znajduje się pod wodą - najwyższa skała atolu wznosi się zaledwie na 2,4 m n.p.m. Łączna długość linii brzegowej wynosi 35,2 km. Wewnątrz atolu znajduje się laguna o głębokości sięgającej 15 m.
Część lądowa Bassas da India stanowi zaledwie 0,2 km² i jest niemal w całości zalewana podczas przypływu. W związku z tym flora i fauna lądowa są praktycznie nieobecne, a atol jest niezdatny do zamieszkania.
Na terenie atolu zostały odnalezione dwa wraki okrętów:
- okręt admiralski floty portugalskiej, Santiago, zatonięty w 1585 roku.
- okręt Brytyjskiej Kompanii Wschodnioindyjskiej, Sussex, zatonięty w 1738 roku.
Nie posiada on żadnego portu ani przystani, jedynie oddalone od brzegu kotwicowisko. Z oczywistych względów nie ma na nim miejsca żadna działalność rolnicza czy ekonomiczna.

## Spór terytorialny
Madagaskar domaga się uznania swojego zwierzchnictwa nad Bassas da India. Mimo znikomego obszaru lądowego, wyłączna strefa ekonomiczna jest bardzo rozległa i obejmuje 123 700 km².